# Juan Jairo Galeano
Pour les articles homonymes, voir Galeano.
Juan Jairo Galeano, né le 12 août 1962 à Andes (Colombie), est un footballeur colombien, qui jouait au poste d'attaquant à l'Atlético Nacional, à Millonarios, à Envigado, à l'Independiente Medellín et au Deportivo Pereira ainsi qu'en équipe de Colombie.
Galeano marque un but lors de ses onze sélections avec l'équipe de Colombie entre 1987 et 1989. Il participe à la Copa América en 1987 avec la Colombie.

## Palmarès

### En équipe nationale
- 11 sélections et 1 but avec l'équipe de Colombie entre 1987 et 1989.
- Troisième de la Copa América 1987.

### Avec l'Atlético Nacional
- Vainqueur de la Copa Libertadores en 1989.
- Vainqueur de la Copa Interamericana en 1990.
- Vainqueur du Championnat de Colombie de football en 1981.